# Marcin Szymon Olszyński
Marcin Szymon Olszyński herbu Pniejnia – podczaszy buski w latach 1760–1792, cześnik czernihowski.
W 1764 roku był elektorem Stanisława Augusta Poniatowskiego z województwa bełskiego.